# Torstens tjärn
Torstens tjärn är en sjö i Munkedals kommun i Bohuslän och ingår i Enningdalsälvens huvudavrinningsområde.